# Ulrike Lunacek

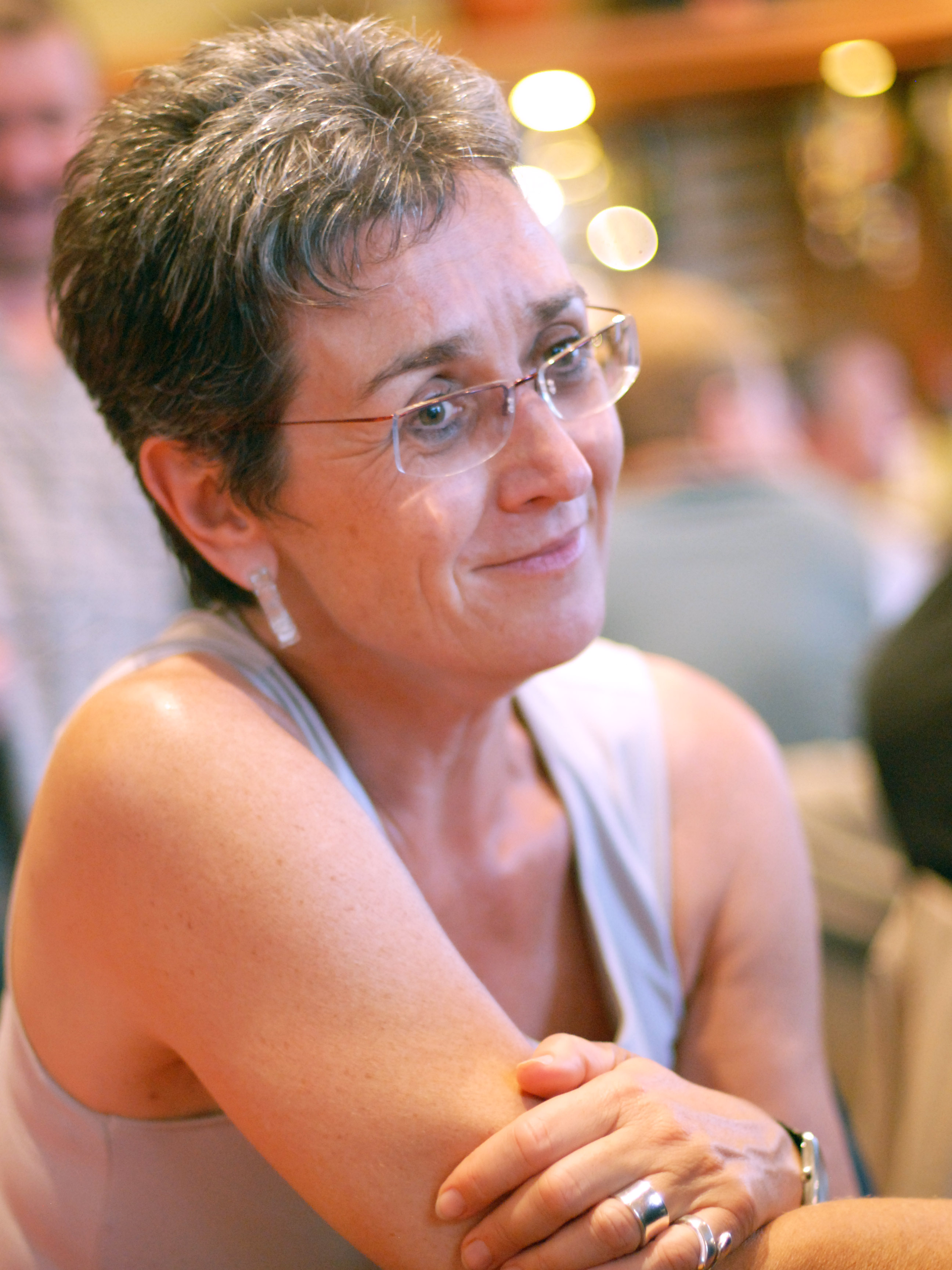
Ulrike Lunacek (2010)

Ulrike Lunacek (Krems an der Donau, 26 mei 1957) is een Oostenrijkse politica, die sinds 2009 in het Europees Parlement zit. In februari 2013 werd ze verkozen tot ondervoorzitter van de Europese fractie De Groenen/Vrije Europese Alliantie. Tussen 2006 en 2009 was ze co-voorzitter van de Europese Groene Partij. Ze strijdt onder andere voor rechten voor homoseksuelen, seksuele voorlichting en de mogelijkheid tot veilige abortus.